# Давіда Теллер
Давіда Янг Теллер (англ. Davida Young Teller, 25 липня 1938, Йонкерс — 11 жовтня 2011, Сіетл) — американська феміністка та психолог, лідер в науковому дослідженні візуального розвитку немовляти. Професор кафедри психології та фізіології/біофізики Університету Вашингтона, Сіетл, штат Вашингтон.

## Життєпис
Давіда Янг Теллер народилася в місті Йонкерс, штат Нью-Йорк, 25 липня 1938 року в Девіда Янг та Джини Стерджес.
Відвідувала Коледж Свертмора на стипендії. Після університету закінчила аспірантуру Каліфорнійського університету в Берклі, отримавши ступінь доктора наук з психології під керівництвом професора Тома Корнсвіта. Там же закінчила докторантуру з професором Горасом Барлоу.
В 1965 році одружилася з Девідом К. Теллером, доктором біохімії у Берклі, згодом викладачем біохімії Університету Вашингтона. В шлюбі народила дітей Стівена та Сару. Після розлучення взяла шлюб з Ентоні У. Янгом, техніком з океанографії, пізніше митним працівником. Давіда Теллер померла 11 жовтня 2011 року в Сіетлі, штат Вашингтон.

## Наукова діяльність
Первісні дослідження Теллер зосереджувались на просторових та часових властивостях «ефекту (функції) Вестгеймера», явища, вперше описаного Дж. Вестгеймером.
На початку 1970-х, після народження власних дітей, Теллер розпочала дослідження візуального розвитку немовлят, що стали центральною темою всіх її подальших досліджень. Щоб оцінити зорові можливості немовлят, Таллер поєднала техніку зорових уподобань Роберта Л. Фанца з теорією виявлення сигналів. Головною темою, що лежить в основі досліджень Теллер, був характер взаємозв'язку між візуальними явищами та їх нервовими підґрунтями.
Починаючи з аспірантури в Берклі, Девіда Теллер була рішучою прихильницею ролі жінок у науці та наукових колективах. Багаторічна робота Теллер з покращення умов для жінок у науці була офіційно визнана після її смерті заснуванням премії «Давіда Теллер» Товариством наук про зір. Ця щорічна нагорода вручається жінці, яка внесла винятковий внесок у сферу науки про зір та яка має сильну історію наставництва.

## Наукові нагороди
- Премія лекції Глена А. Фрі від Американської академії оптикометрії (ААО), 1982 р.
- Премія Фріденвальда від Асоціації досліджень з зору та офтальмології (ARVO), 1997 р.
- Співробітниця Оптичного товариства Америки (OSA).
- Співробітниця Товариства експериментальних психологів (SEP).
- Співробітниця Американської асоціації просування науки (AAAS).
- Ступінь почесного доктора наук Державного університету Нью-Йорка, 1992 р.